# Biserica de lemn din Acmariu
Biserica de lemn din Acmariu a fost strămutată în cadrul complexului monahal Sfântul Ioan Botezătorul din Alba Iulia. A fost adusă din localitatea Acmariu din comuna Blandiana, județul Alba. A fost construită în anul 1768 suferind ulterior diverse modificări. Biserica se află înscrisă pe noua listă a monumentelor istorice sub codul LMI: AB-II-m-B-00170. Are hramul "Sfântul Nicolae".

## Istoric și trăsături
În localitatea de origine biserica de lemn se afla pe un dâmb, în partea de vest a așezării. În 1960 satul Acmariu și-a construit o biserică de zid, și nu mult după acest fapt, paragina a cuprins lăcașul de lemn părăsit. Biserica a fost salvată prin mutarea în complexul monahal Sfântul Ioan Botezătorul din Alba Iulia.
Pereții edificiului, alcătuiți din câte șase bârne de stejar, îmbinate la colțuri, aidoma celor din 1624, de la Almașul Mic, înscriu un plan dreptunghiular, cu absida decroșată, poligonală cu cinci laturi.   
Foișorul turnului de pe pronaos, cu galerie de arcade, atinge cu marginile balustradei, tăiate în forma bulbului de floare, coama învelitorii de șiță, acoperișul său fiind întrerupt printr-un mini foisor, supraînălțat de coiful piramidal. Este structura de clopotniță, creația meșterilor români, regăsită adesea in mocănimea Apusenilor, în Țara Moților, ca și în aceea a Zarandului.
Acoperirea interioară a construcției a fost soluționată printr-un tavan drept peste pronaos, o boltă semicilindrică în naos, iar altarul, cu o boltă de aceeasi formă, de joasă înălțime, racordată la traseul pereților prin fâșii curbe.
Alături de ferestrele edificiului, de contur dreptunghiular, ulterior executate, se păsrează, pe latura de sud, arhaicul luminator, al cărui oblon este prevăzut cu patru ochiuri circulare. Unei etape mai târzii se datorează prispa, de-a lungul peretelui de sud, cu o suită de arcade, amintind structura târnațului de la casa țărănească. 
Ampla tâmplă, a cărei compoziție sintetizează teme de bază ale iconografiei răsăritene, inclusiv dverele impărătești, de o reală valoare artistică, dezvăluie prin realizarea chipurilor, prin cadru arhitectonic, elemente decorative, veșmintele cu broderie de perle, penelul usor zugravi de tradiție postbrâncovănească. Numele acestora, ca și data realizării, au fost citite de pe epitaful, aflat din întâmplare, pictat „Stan zugravul Filip sin popii Radu, Toma, 1771“. Dacă prin activitatea sa artistică Stan zugravul este întâlnit în numeroase monumente din satele transilvănene, pentru Filip, avem la Acmariu, singura mărturie a activității sale, după prezența, alături de Stan și celălalt frate Iacob, în 1761, pe șantierul de la Curtea de Argeș.  
Pereții lăcașului de la Acmariu nu au fost pictați, ci, printr-un sistem de panouri, au fost împodobiți cu xilogravuri, de la sfârșitul secolului al XVIII-lea, și prima parte a celui următor, atestând perioada de înflorire a acestei creații artistice a țăranilor români din Transilvania.  